# Asclepíades de Bitinia
Asclepiades (griego: Ἀσκληπιάδης; c. 129/124 a. C. - 40 a. C.), a veces llamado Asclepiades de Bitinia o Asclepiades de Prusa, fue un médico griego, nacido en Prusa (Bitinia, Asia Menor, actual Turquía) que ejerció y desarrolló sus trabajos sobre medicina griega en Roma. Gran viajero desde su juventud, comenzó su carrera profesional como retórico en Roma, pero su mayor fama la alcanzaría ejerciendo la medicina.
Abiertamente en desacuerdo con la teoría hipocrática de los cuatro humores, desarrolló un cuerpo médico teórico basado en la teoría atomista de Demócrito. Según su teoría, la influencia de partículas invisibles al atravesar los poros del cuerpo, serían la causa de las enfermedades, apuntando por primera vez algo parecido a una teoría microbiana. Sus tratamientos estaban orientados, entonces, a la recuperación de la armonía corporal perdida por la influencia de los átomos: dieta, masajes, baños, ejercicio, eméticos y sangrías, fundamentalmente. Recomendaba también el uso moderado del vino. Promovió un modelo de tratamiento para los enfermos mentales no reclusivo y basado en sus mismas propuestas terapéuticas anteriormente mencionadas.
Galeno y Areteo de Capadocia, médicos romanos del siglo II d. C. lo consideran el primero en emplear la técnica de la traqueotomía electiva (no urgente) para el tratamiento de algunos procesos faríngeos obstructivos.
Sus alumnos fueron muy numerosos, y su alumno más distinguido, Temisón de Laodicea, fundó la escuela Metódica.

## Vida
Asclepiades nació en Cío (Prusa) en Bitinia. Viajó mucho cuando era joven y parece que al principio se instaló en Roma para trabajar como retórico. En esa profesión no tuvo éxito, pero adquirió una gran reputación como médico. Sus alumnos fueron muy numerosos, y su alumno más distinguido, Temisón de Laodicea, fundó la escuela Metódica. No se sabe concretamente cuándo murió, salvo que fue a una edad avanzada. Se dijo que hizo una apuesta con Fortuna, que perdería su carácter de médico si alguna vez sufría alguna enfermedad. Plinio el Viejo, que cuenta la anécdota, añade que ganó su apuesta, pues llegó a una edad avanzada y al fin murió de un accidente. De sus escritos no quedan más que algunos fragmentos.
Se desconoce el linaje familiar de Asclepiades. Se supone que su padre era médico debido a que los médicos antiguos provenían de familias médicas. Recibió los nombres Philosophicus debido a su conocimiento de la filosofía y Pharmacion por su conocimiento de las hierbas medicinales. Antíoco de Ascalon dijo sobre Asclepiades, «insuperable en el arte de la medicina y familiarizado también con la filosofía».

## Medicina
Asclepíades comenzó vilipendiando los principios y prácticas de sus predecesores y afirmando que había descubierto un método más eficaz para tratar enfermedades que el que se conocía en el mundo. Condenó los esfuerzos de aquellos que buscaban investigar la estructura del cuerpo o observar los fenómenos de la enfermedad, y se dice que dirigió sus ataques particularmente contra los escritos de Hipócrates.
Descartando la doctrina humoral de Hipócrates, Asclepiades intentó construir una nueva teoría de la enfermedad y fundó su práctica médica en una modificación de la teoría atómica o corpuscular, según la cual la enfermedad resulta del movimiento irregular o inarmónico de los pequeños corpúsculos (para Epicuro el átomo (ἄτομος), o molécula (ὄγκος) para Asclepiades) del cuerpo. Sus ideas probablemente se derivaron en parte de las teorías atómicas de Demócrito y Epicuro. Toda acción morbosa se reducía a la obstrucción de los poros ya la distribución irregular de los átomos. Asclepiades clasificó las enfermedades en dos grandes clases de agudas y crónicas. Las enfermedades agudas eran causadas esencialmente por una constricción de los poros o por una obstrucción de los mismos por un exceso de átomos; las Crónicas fueron causadas por una relajación de los poros o una deficiencia de átomos. Asclepiades pensó que otras enfermedades leves eran causadas por una interrupción en los fluidos corporales y el pneuma. Separó las enfermedades en tres categorías separadas: estado estricto (demasiado estricto), estado laxo (demasiado laxo) y estado mixto (un poco de cada uno). También creía que no había días críticos de enfermedades, lo que significa que las enfermedades no terminan en un momento definido.
Los remedios de Asclepiades estaban, por lo tanto, dirigidos a la restauración de la armonía. Confiaba mucho en los cambios de dieta, masajes, baños y ejercicio, aunque sí empleaba eméticos y sangrías. Una parte de la gran popularidad de la que disfrutó dependía de que prescribiera el uso liberal del vino a sus pacientes, y de que atendiera todas sus necesidades y complaciera sus inclinaciones. Trataría a todos sus pacientes de manera justa y no discriminaría por motivos de género o enfermedad mental. Él creía que tratar a sus pacientes con amabilidad y amistad era esencial para ser un buen médico. Cito tuto jucunde (que significa tratar a sus pacientes «rápidamente, con seguridad y con dulzura») fue un lema que siguió. Esto contrastaba con el comportamiento de otros médicos que practicaron durante su vida, de quienes se decía que tenían una tendencia a ser indiferentes y carentes de simpatía hacia sus pacientes.

### Teoría de los medicamentos
La digestión era un factor principal en la teoría de los medicamentos de Asclepiades. Las partículas de comida fueron vistas como la principal causa de indigestión. Si las partículas de alimento fueran pequeñas, la digestión seguiría su curso normal. Sin embargo, si las partículas fueran demasiado grandes, se produciría una indigestión. Si ocurriera una enfermedad, creía que las drogas no eran la solución. Su tratamiento prescrito era comida y vino (dado en cantidades apropiadas) seguido de un enema, que extraía la comida inadecuada que causaba el daño. Este procedimiento eliminaría la causa de la enfermedad. Asclepiades creía que el uso de drogas para la limpieza era inútil («todas las sustancias fueron producidas por las drogas mismas»), sino, más bien, «El tratamiento consta meramente de tres elementos: la bebida, la comida y el enema».
Asclepiades estuvo fuertemente influenciado por el pitagorismo y los primeros trabajos de Demócrito sobre los poderes y remedios a base de hierbas. Plinio el Viejo dice de él que, «sobre todo, lo ayudaron los engaños mágicos, que prevalecieron hasta tal punto que fueron lo suficientemente fuertes como para destruir la confianza en todos los remedios herbales» y continúa detallando algunos de los poderes mágicos de esos plantas, incluidas dos detalladas anteriormente por Demócrito.
Galeno criticó la medicina de Asclepíades de Bitinia que negaba, por ejemplo, que «los riñones han sido hechos por la naturaleza sin ningún propósito» porque «si, como piensa Epicuro, toda atracción tiene lugar en virtud de los rebotes y enredos de los átomos, sería ciertamente mejor sostener que los riñones no tienen ninguna acción de atracción en absoluto». En De Naturalibus Facultatibus [Sobre las facultades naturales] Galeno demuestra la función homeostática del riñón, concluyendo que si Asclepíades «no estaba satisfecho con lo que decía Epicuro, y no tenía nada mejor que decir él mismo, debería haberse abstenido de hacer hipótesis, y debería haber dicho que la Naturaleza es un artista constructiva».

### Musicoterapia
Asclepiades usó la musicoterapia para tratar a pacientes con enfermedades mentales para mantener el «equilibrio psicógeno». Si bien Asclepiades no fue el primero en usar la musicoterapia, la usó para tratar enfermedades mentales junto con otras dolencias, como mordeduras de víboras y picaduras de escorpiones. Se recomendaba música suave a los que se encontraban en un estado frívolo, mientras que a los que se encontraban en un estado sombrío se les animaba con música usando el modo frigio. No recomendó el uso de una flauta en ningún tratamiento porque se consideró demasiado enérgico y no tendría un efecto calmante en los pacientes. Creía que la parte del cuerpo afectada bailaría al son de la música y expulsaría el dolor del cuerpo.
Los escritores médicos Galeno y Areteo, quienes vivieron en el siglo II d. C., acreditaron a Asclepiades como el primer individuo en realizar una traqueotomía electiva (no de emergencia).
Asclepiades abogó por el tratamiento humano de los trastornos mentales y liberó a los locos del confinamiento y los trató con terapia natural, como dieta y masajes. Asclepiades es considerado un médico pionero en psicoterapia, fisioterapia y medicina molecular.